# Business Server Pages
Business Server Pages (kurz BSP) ist eine vom Unternehmen SAP entwickelte Technik, die im Wesentlichen zur einfachen dynamischen Erzeugung von HTML- und XML-Ausgaben eines Webservers dient.
BSP erlaubt es, in den Programmiersprachen ABAP bzw. serverseitigem JavaScript geschriebenen Code und spezielle BSP-Aktionen in statischen Inhalt einzubetten. Dies hat den Vorteil, dass bei dieser Technologie die Logik unabhängig vom Design implementiert werden kann.
BSPs sind stark an die von Sun Microsystems entwickelte Technologie JavaServer Pages (JSP) angelehnt. BSPs laufen auf einem SAP NetWeaver Application Server ab. Der Application Server ist das der betriebswirtschaftlichen Software SAP R/3 bzw. SAP Enterprise zugrunde liegende Basissystem. Auf BSPs basierende Web-Anwendungen können daher sehr einfach auf die benötigten betriebswirtschaftlichen Daten zugreifen, ohne dass eine zusätzliche Middleware eingesetzt werden muss.